# Leopold Dukes
Leopold Dukes (1810 Bratislava – 3. srpna 1891 Vídeň) byl rakouský literární historik.

## Životopis
Pocházel z židovské rodiny. Strávil mnoho let na cestách po Evropě a studoval hebrejské rukopisy. Napsal mimo jiné, hebrejskou literární historii středověku. Přispíval do řady židovských periodik, zvláště do Literaturblatt des Orients.

## Dílo
- Ehrensäulen und Denksteine zu einem künftigen Pantheon hebräischer Dichter (1837)
- Raschi über den Pentateuch in deutscher Übersetzung (1838)
- Moses ben Esra (1839)
- Rabbinische Blumenlese (1844)
- Die Sprache der Mischna (1846)
- Die ältesten hebraischen Exegeten, Grammatiker und Lexicographen (1844)
- Salomo ben Gabirol (1860)
- Philosophisches aus dem zehnten Jahrhundert (1868)